# Cunha (Paredes de Coura)
Cunha ist eine Gemeinde (Freguesia) im nordportugiesischen Kreis Paredes de Coura. In ihr leben 459 Einwohner (Stand 19. April 2021).